# Lhotka u Radnic
Lhotka u Radnic település Csehországban, Rokycanyi járásban. Lhotka u Radnic Němčovice, Kamenec, Hlohovice, Bujesily és Liblín településekkel határos. Lakosainak száma 81 fő (2024. január 1.).

## Népesség
A település lakosságának változását az alábbi diagram mutatja:
| Lakosok száma | 255  | 238  | 227  | 137  | 108  | 67   | 62   | 57   | 60   | 81   |
|               | 1869 | 1900 | 1921 | 1961 | 1980 | 2011 | 2016 | 2019 | 2021 | 2024 |